# Club Rocker
«Club Rocker» es una canción grabada por la cantante rumana Inna con el rapero estadounidense Flo Rida para su segundo álbum de estudio, I Am the Club Rocker (2011). La canción fue lanzada el 30 de mayo de 2011, como el segundo sencillo del disco. Fue escrita y producida por los miembros de Play & Win: Sebastian Barac, Radu Bolfea y Marcel Botezan. «Club Rocker» es una pista de electropop con influencias de techno, cuyas letras giran en torno a la celebración y la fiesta. El sencillo contiene un trozo de la canción del disc jockey francés Seight, «Bass Attitude» (2010).
La pista ha recibido reseñas positivas por parte de los críticos de música, quienes elogiaron su ritmo pegadizo y atractivo comercial. En octubre de 2014, «Club Rocker» estuvo involucrado en una demanda por infracción de derechos de autor, con el cantante español Robert Ramírez Carrasco acusando a Play & Win de plagio. Para promover el sencillo, un video musical fue filmado por Alex Herron y subido al canal oficial de Inna en YouTube el 26 de junio de 2011, recibiendo reseñas positivas. También fue nominado en la categoría «Mejor Video» en los Romanian Music Awards del 2012. El videoclip muestra a la cantante en un centro de servicio automático y participando en una carrera de rally. Ella promovió aún más la canción con presentaciones en vivo, incluyendo el NRJ Music Tour y Starfloor en 2011, apareciendo además en varias estaciones de radio. Comercialmente, «Club Rocker» alcanzó el puesto número cuatro en Líbano e ingresó en el top 30 en varios países.

## Antecedentes y composición
«Club Rocker» fue lanzado digitalmente el 30 de mayo de 2011 por Roton como el segundo sencillo del segundo álbum de estudio de Inna, I Am the Club Rocker (2011). Si bien el lanzamiento contó con la participación del rapero estadounidense Flo Rida, una versión solista también estuvo disponible. La portada de acompañamiento para la canción fue diseñada por Edward Aninaru, quien se refirió a la sesión como «un verdadero despliegue de fuerzas». La pista fue escrita y producida por los miembros del trío rumano Play & Win: Sebastian Barac, Radu Bolfea y Marcel Botezan, y contiene elementos de la canción «Bass Attitude» (2010) del disc jockey francés Seight.
«Club Rocker» es una canción electropop con «riffs de techno torcidos», una «producción de show-off» y su estribillo «desigual» acompañado por ritmos de electro «masivos». Líricamente, la pista trata sobre las fiestas y celebraciones. Jonathan Hamard de Pure Charts pensó que la canción era «mucho menos tenaz» que sus sencillos previos «Hot» (2008), «Amazing» (2009) y «Sun Is Up» (2010). En otro artículo, el mismo editor comparó «Club Rocker» con la «vena electrónica» de «Hot», pero lo llamó «más eléctrico». De manera similar, Jérémy B. del sitio web francés Melty escribió: «Definitivamente es un sonido para los clubes [...]».

## Controversia

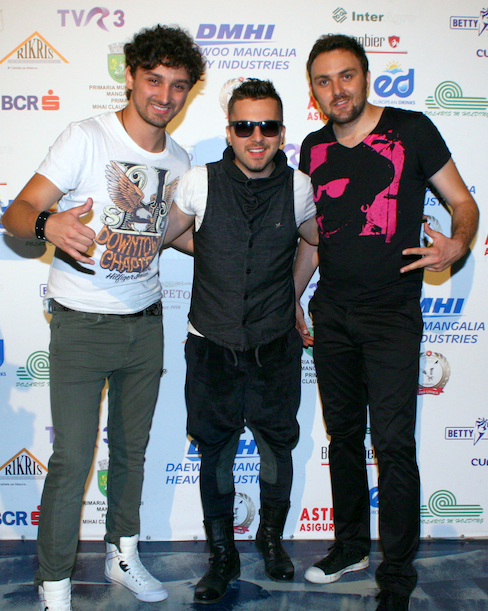
Play & Win (en la imagen), los compositores de «Club Rocker», estuvieron involucrados en una demanda por infracción de derechos de autor en 2014.

«Club Rocker» se vio involucrado en una demanda por infracción de derechos de autor en octubre de 2014, cuando el cantante español Robert Ramirez Carrasco acusó a sus compositores, Play & Win, de copiar los acordes de su canción «A Minute of Life» (2011). También afirmó que perdió contactos críticos y que, como resultado, había sufrido depresión, por lo que deseaba que representantes de la Uniunea Compozitorilor și Muzicologilor din România—en español: Unión de compositores y musicólogos de Rumania—analizaran ambas producciones. Los compositores Ionel Tudor y Horia Moculescu encontraron grandes similitudes. Después de que, según se informa, no logró llegar a un acuerdo, Ramírez exigió una indemnización por daños de 227 a 300,000 € en el Tribunalul București—en español: Tribunal de Bucarest—. El mánager de Inna, Lucian Ștefan, negó las acusaciones: «El tema musical no solo se usa en varias canciones de Play & Win, sino que también en otros discos internacionales. Robert no puede decir que tenía derechos de autor en este lado». El propio cantante también dijo: «Ciertamente la verdad será probada en los tribunales». En mayo de 2018, después de casi cuatro años, el tribunal encontró que Play & Win no era responsable de plagio y multó a Ramirez con 91,000 lei

## Recepción

### Crítica
Tras su lanzamiento, «Club Rocker» ha recibido reseñas generalmente positivas por parte de los críticos de música. Un editor de la estación de radio alemana BB Radio elogió a «Club Rocker» como una «pista destacada» en I Am the Club Rocker. De manera similar, Jon O'Brien de AllMusic notó positivamente que la canción se alejaba de la producción de fórmula presente en el álbum, pero criticó las vocales de Flo Rida, describiéndolas como «llamadas telefónicas». Un editor de Direct Lyrics elogió el atractivo y la energía de la pista, aunque dijo: «no es tan bueno como su material anterior». Kevin Apaza, del mismo sitio web, aplaudió a «Club Rocker» y predijo su éxito comercial, pero comparó la línea: «She's moving like oh, oh oh» con la canción «Who's That Chick?» (2010) del disc jockey francés David Guetta con la cantante barbadense Rihanna. El sitio web francés Meltly manifestó un elogio similar: «Ciertamente, Inna será la artista más importante del verano y debatirá a los juerguistas más delirantes». Basándose en el éxito de la pista, Libertatea llamó a Inna un «portavoz de Rumania». Pro FM incluyó a «Club Rocker» en su lista de «16 éxitos con los que Inna ha hecho historia».

### Comercial
Comercialmente, «Club Rocker» experimentó éxito moderado en las listas de éxitos. Se destacó tanto en el ranking de club como en el de ventas en Francia, debutando en el puesto número 53 en la lista SNEP. Después de varias semanas ascendiendo y descendiendo, la canción subió desde el número 67 al 32, marcando su mejor posición. En el Top 100 de Rumania, la pista ingresó en el número 43 en julio de 2011 como la entrada más alta de la semana. Posteriormente, alcanzó el número 42, convirtiéndose en su menor posición alcanzada en el país hasta el lanzamiento del sencillo «Caliente» (2012). A principios de 2012, «Club Rocker» alcanzó el número 64 en Suiza, mientras que además ingresó en el número 14 en Austria. Hasta la fecha, sigue siendo la posición y el debut más alto de Inna en el país, convirtiéndose también en el debut más alto de una artista de Europa del Este. En Alemania, la pista se convirtió en la quinta entrada de la cantante y alcanzó el número 55. «Club Rocker» también alcanzó el top 5 en Líbano, y el top 20 en Eslovaquia, Turquía y la lista Dance Top 50 de Polonia.

## Video musical
Un video musical de acompañamiento para «Club Rocker» fue filmado por Alex Herron, con quien la cantante ya había colaborado previamente para el video de «Sun Is Up» (2010), durante un lapso de tres días en Brașov y Bucarest, Rumania. Maz Makhani se desempeñó como el director de fotografía, mientras que un equipo francés también fue contratado. Se realizó un casting especial para un papel en el video, y el ganador se determinaría después de descargar Internet Explorer 9 y responder algunas preguntas sobre Inna. Una de las participantes fue la socialité y modelo rumana Natalia Mateuţ, quien sin embargo se retiró después de enterarse de que tenía que aparecer desvestida. El videoclip fue subido al canal oficial de Inna en YouTube el 26 de junio, precedido por el lanzamiento de un teaser de 27 segundos el 13 de junio de 2011. Para el videoclip se usó la versión solista de «Club Rocker».
El video empieza con unas mujeres arreglando un auto en un centro de auto servicio. Posteriormente, Inna, quien sale de un automóvil negro, lleva un bolero de cuero negro, pantalones vaqueros azules y botas de tacón alto de encaje. Luego aparece twiteando en su teléfono a otro hombre de servicio («Thomas11») y agita un pañuelo de papel frente a la cámara, después de lo cual el espectador se introduce en una carrera de rally entre Inna y el hombre anteriormente mencionado. La siguiente escena se desarrolla dentro del auto de la cantante — conducido por Mihai Leu — vistiendo una chaqueta de cuero gris. Durante el coro, Inna se cambia de ropa acompañada por otras tres bailarinas de fondo en un ascensor oscuro. Con un vestido negro, la cantante entra en un salón de fiestas e interpreta la canción frente a una jaula de leones. Después de esto, se muestra a Inna y a otros bailarines de respaldo actuando alrededor y en un ring de boxeo. Hacia el final de la pista, la cantante se encuentra rodeada de múltiples parejas que se besan en una enorme pirámide humana, mientras los fuegos artificiales son apagados. Play & Win también hacen un cameo tocando un teclado Yamaha rodeado por una multitud de fiesta. En la escena final del video, Inna se engancha con «Thomas11», quien anteriormente había perdido la carrera.
El video musical ha recibido reseñas positivas. Un editor de Melty dijo que los trajes de la cantante eran «bastante libres y locos», y escribió: «Lista para recuperar la pista de baile, Inna conserva su espíritu festivo y de baile mientras su energía continúa haciéndonos movernos [...]». El portal francés Pure People sintió que el video se adaptaba bien a la canción y atraía a la audiencia masculina, mientras que un editor de Unica pensó: «[...] una historia de amor moderna ha sido creada en una ciudad turbulenta.» Apaza de Direct Lyrics criticó el video musical como una «copia barata» del video de Rihanna «Shut Up and Drive» (2007). El video fue generalmente exitoso en la televisión polaca, donde alcanzó el número tres en la lista de videos ZPAV en septiembre de 2011. También fue nominado como «Mejor Video» en los Romanian Music Awards del 2012, pero perdió a favor de «Sexy» de la cantante rumana Andreea Bănică.

## Presentaciones en vivo
Durante el rodaje del video musical para «Club Rocker», la cantante subió un videoclip a YouTube cantando una porción de la canción en a capela, la cual fue elogiada por los críticos. Inna interpretó el sencillo por primera vez durante su propio concierto Inna: Live la Arenele Romane gig en Bucarest el 17 de mayo, mientras que también apareció en NRJ en Francia y en Europa FM en Rumania para cantar la canción el 30 de mayo y el 17 de junio de 2011, respectivamente. La cantante también interpretó la pista el 23 de julio durante el NRJ Music Tour en Beirut y en el evento Starfloor el 26 de noviembre de 2011 en el Palais Omnisports de Paris-Bercy en Paris. Otras presentaciones de «Club Rocker» fueron durante la serie en YouTube de Inna «Rock the Roof» en el techo de un edificio en París el 22 de diciembre de 2011, y en el World Trade Center Ciudad de México en septiembre de 2012 junto con el resto del material de I Am the Club Rocker.

## Formatos
| - Versiones oficiales 1. «Club Rocker» (Play & Win Radio Edit Version) – 3:32 2. «Club Rocker» (Play & Win Radio Edit Version) [feat. Flo Rida] – 3:34 3. «Club Rocker» (Play & Win Extended Version) – 4:16 4. «Club Rocker» (Play & Win Extended Version) [feat. Flo Rida] – 4:16 5. «Club Rocker» (Play & Win Remix) – 4:09 6. «Club Rocker» (Odd Radio Edit) – 3:38 7. «Club Rocker» (Odd Club Remix) – 6:07 8. «Club Rocker» (Allexinno Remix) – 6:22 9. «Club Rocker» (Adrian Sina Remix) – 4:30 10. «Club Rocker» (DJ Assad Remix) – 3:39 11. «Club Rocker» (The Perez Brothers Remix) – 5:18 12. «Club Rocker» (Odd Radio Edit) [feat. Flo Rida] – 3:38 13. «Club Rocker» (Odd Club Remix) [feat. Flo Rida] – 6:21 14. «Club Rocker» (Allexinno Remix) [feat. Flo Rida] – 6:23 | 15. «Club Rocker» (Adrian Sina Remix) [feat. Flo Rida] – 4:47 16. «Club Rocker» (DJ Assad Remix) [feat. Flo Rida] – 3:38 17. «Club Rocker» (Da Brozz Radio Edit) [feat. Flo Rida] – 3:28 18. «Club Rocker» (Da Brozz Club Remix) [feat. Flo Rida] – 5:10 19. «Club Rocker» (LuKone Radio Edit) [feat. Flo Rida] – 3:46 20. «Club Rocker» (LuKone Club Remix) [feat. Flo Rida] – 5:44 21. «Club Rocker» (Pat Farell Radio Edit) [feat. Flo Rida] – 4:02 22. «Club Rocker» (Pat Farell Club Remix) [feat. Flo Rida] – 6:30 23. «Club Rocker» (L.A. Sia Remix) [feat. Flo Rida] – 5:46 24. «Club Rocker» (Tony Zampa Remix) [feat. Flo Rida] – 7:37 25. «Club Rocker» (Mike Candys Radio Edit) [feat. Flo Rida] – 3:02 26. «Club Rocker» (Mike Candys Club Remix) [feat. Flo Rida] – 5:18 27. «Club Rocker» (Jack Holiday Remix) [feat. Flo Rida] – 4:49 28. «Club Rocker» (Cutmore Radio Edit) [feat. Flo Rida] – 2:52 29. «Club Rocker» (Cutmore Club Remix) [feat. Flo Rida] – 4:37 |

## Posicionamiento en listas
| Lista (2011-2012)                           | Mejor posición |
| ------------------------------------------- | -------------- |
| Alemania (Offizielle Deutsche Charts)       | 4              |
| Austria (Ö3 Austria Top 40)                 | 14             |
| Bélgica (Valonia) (Ultratip Bubbling Under) | 36             |
| Bélgica (Valonia) (Ultratop 50)             | 29             |
| Dinamarca (Tracklisten)                     | 23             |
| Eslovaquia (Rádio Top 100)                  | 11             |
| Estados Unidos (Global Dance Songs)         | 24             |
| Francia (SNEP)                              | 32             |
| Italia (FIMI)                               | 89             |
| Japón (Japan Hot 100)                       | 55             |
| Líbano (OLT20)                              | 4              |
| Países Bajos (Mega Single Top 100)          | 79             |
| Polonia (Dance Top 50)                      | 20             |
| Polonia (Polish Video Chart'                | 3              |
| República Checa (Rádio Top 100)             | 39             |
| Rumania (Romanian Top 100)                  | 42             |
| Rusia (Tophit)                              | 46             |
| Suiza (Schweizer Hitparade)                 | 64             |
| Turquía (Number One Top 20)                 | 13             |

| Polonia | Dance Top 50 | 50 |

## Historial de lanzamiento
| Región         | Fecha                   | Formato          | Discográfica |
| -------------- | ----------------------- | ---------------- | ------------ |
| Francia        | 30 de mayo de 2011      | Descarga digital | Roton        |
| Francia        | 22 de agosto de 2011    | CD               | Airplay      |
| Italia         | 13 de junio de 2011     | Descarga digital | DIY          |
| España         | 20 de junio de 2011     | Descarga digital | Roton        |
| Estados Unidos | 26 de julio de 2011     | Descarga digital | Ultra        |
| Reino Unido    | 11 de noviembre de 2012 | Descarga digital | AATW         |
| Japón          | 2012                    | CD Promocional   | Warner       |